# SN 2006rz
SN 2006rz – supernowa typu Ia odkryta 26 listopada 2006 roku w galaktyce A034607+0023. W momencie odkrycia miała maksymalną jasność 20,00m.